# Sven Sester

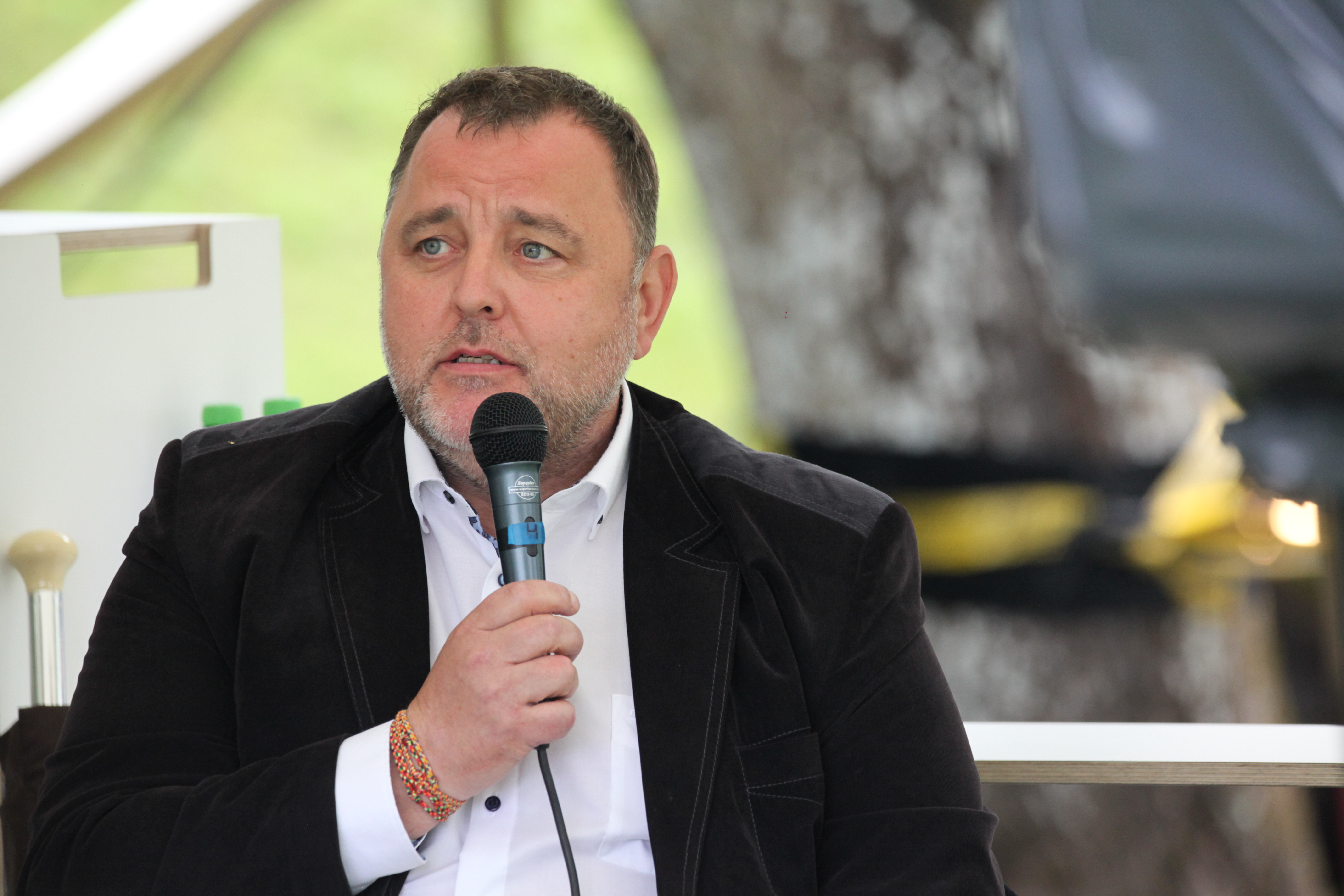
Sven Sester (2021)

Sven Sester, född 14 juli 1969 i Tallinn, är en estnisk konservativ politiker som tillhör partiet Förbundet Fäderneslandet och Res Publica. Från april 2015 var han Estlands finansminister, en post som han först höll i Taavi Rõivas regering och från 23 november 2016 även i regeringen Ratas fram till 2017.